# Principe van Kerckhoffs
Het principe van Kerckhoffs (ook hypothese van Kerckhoffs of wet van Kerckhoffs) is een principe uit de cryptografie dat geformuleerd werd door Auguste Kerckhoffs in de 19e eeuw: de beveiliging door een versleutelingssysteem mag niet afhangen van de geheimhouding van het systeem, maar alleen van de geheimhouding van de sleutel. Het wordt als een basisregel gebruikt door ontwikkelaars van versleutelingssystemen, en staat in tegenstelling tot "security through obscurity".
Kerckhoffs' principe werd een eeuw later anders gesteld door Claude Shannon als "de tegenstander kent het systeem", ofwel je moet een systeem ontwerpen onder de aanname dat de vijand onmiddellijk volledig met het systeem bekend zal zijn.

## Oorsprong
In 1883 schreef Kerckhoffs
twee artikels over La Cryptographie Militaire,
waarin hij zes ontwerpprincipes formuleerde voor militaire codes. Deze zijn:
1. Het systeem moet mathematisch, zo niet praktisch onontcijferbaar zijn;
2. Het mag niet eisen dat het systeem geheim blijft en het mag geen nadeel zijn als het in de handen van de vijand valt;
3. De sleutel moet doorgegeven en onthouden kunnen worden zonder hulp van geschreven nota's en moet gewijzigd kunnen worden als de correspondenten dit willen;
4. Het moet geschikt zijn voor telegrafische correspondentie;
5. Het moet draagbaar zijn en het moet gebruikt kunnen worden zonder dat er meerdere personen bij nodig zijn;
6. Ten slotte is het nodig, afhankelijk van de omstandigheden waarin het gebruikt wordt, dat het systeem eenvoudig te gebruiken is, zonder mentale druk en zonder kennis van een groot aantal regels die gevolgd moeten worden.

Sommige van deze principes zijn niet meer relevant, aangezien we tegenwoordig complexe versleutelingen door computers kunnen laten uitvoeren, maar het tweede principe is nog steeds van essentieel belang.